# Georg Eder
Georg Eder (ur. 6 marca 1928 w Mattsee, zm. 19 września 2015 tamże) – austriacki duchowny rzymskokatolicki, w latach 1989-2002 arcybiskup metropolita Salzburga. 

## Życiorys
Święcenia kapłańskie przyjął 15 lipca 1956 w archidiecezji Salzburga, udzielił ich mu ówczesny metropolita abp Andreas Rohracher. 21 grudnia 1988 został wybrany nowym arcybiskupem metropolitą Salzburga, zaś 17 stycznia 1989 został zatwierdzony na tym stanowisku. Sakry udzielił mu 26 lutego 1989 jego poprzednik na tej stolicy biskupiej Karl Berg. 23 listopada 2002 zrezygnował z urzędu, na niespełna cztery miesiące przed osiągnięciem biskupiego wieku emerytalnego (75 lat). 